# Carpoapseudes kudinovae
Carpoapseudes kudinovae är en kräftdjursart som beskrevs av Mihai Bacescu 1981. Carpoapseudes kudinovae ingår i släktet Carpoapseudes och familjen Apseudidae. Inga underarter finns listade i Catalogue of Life.